# Паршино (Череповецкий район)
Паршино — деревня в Череповецком районе Вологодской области.
Входит в состав Коротовского сельского поселения, с точки зрения административно-территориального деления — в Коротовский сельсовет.
Расстояние до районного центра Череповца по автодороге — 72 км, до центра муниципального образования Коротово по прямой — 2 км. Ближайшие населённые пункты — Сосновка, Анфалово, Катилово, Улома, Заречье.
По переписи 2002 года население — 17 человек.
В деревне родился Герой Советского Союза Василий Малыгин.